# Gustaf Troell
Gustaf Julius Troell, född 14 december 1894 i Västra Sallerups församling, död 12 maj 1970 i Limhamns församling, var en svensk tandläkare. 
Efter studentexamen i Landskrona 1914 blev Troell tandläkarkandidat 1915 och avlade tandläkarexamen 1918. Han innehade praktik i Limhamn från 1919.
Han var son till byggmästare Jöns Troell och från 1924 gift med Alma Maria Ingeborg (Mia) Bolmstedt (1896–1983), med vilken han hade sönerna Stig, Jan och Ulf Troell (1932–1996).